# Lestes silvaticus
Lestes silvaticus är en trollsländeart som först beskrevs av Schmidt 1951.  Lestes silvaticus ingår i släktet Lestes och familjen glansflicksländor. IUCN kategoriserar arten globalt som otillräckligt studerad. Inga underarter finns listade i Catalogue of Life.